# Омар аль-Хаси
Омар аль-Хаси (араб. عمر الحاسي‎) — ливийский государственный и политический деятель, премьер-министр Ливии с 25 августа 2014 года по 31 марта 2015 года.

## Биография
Омар аль-Хаси родился в 1949 году у Джебель-Ахдара. Изучал право в Триполи, занимал пост профессора и преподавателя политологии в Университете Бенгази. После открытого противостояния режиму Муаммара Каддафи был заключён в тюрьму Абу-Салим. После освобождения стал командиром Ливийской исламистской боевой группы, участвовавшей в гражданской войне.
В апреле 2014 года Омар аль-Хаси был кандидатом на выборах премьер министра Ливии депутатами Всеобщего национального конгресса, получив поддержку исламистских формирований и заняв второе место.

### Пост премьер-министра Ливии
25 августа 2014 года, в условиях противостояния официальных властей в лице Палаты представителей и исламистов, после трёх месяцев боёв захвативших международный аэропорт в столице страны — Триполи, 123 бывших депутата распущенного Всеобщего национального конгресса на заседании в Триполи без кворума избрали Омара аль-Хаси новым премьер-министром «правительства национального спасения» и Нового Всеобщего национального конгресса Ливии. Накануне, исламистская организация «Рассвет Ливии», ведущая бои с частями генерала Халифы Хафтара, издала указ о переходе к ВНК всех полномочий от избранной Палаты представителей, после чего в Конгрессе заявили о принятии на себя руководства страной, а депутатам были направлены извещения о возобновлении работы.
Через несколько часов Хафтар двинул свои силы на столицу, в которой исламисты подожгли дом действующего и законного премьер-министра Абдаллы Абдурахмана ат-Тани. В этой связи, в Министерстве иностранных дел РФ заявили, что хаос, в котором оказалась Ливия, является следствием «безответственного вмешательства США и их союзников по НАТО» для свержения режима Муаммара Каддафи, в результате чего в стране «теперь параллельно существуют два парламента и два кабинета министров. Причем ни одна из этих структур, судя по всему, не располагает необходимыми возможностями для установления эффективного контроля над ситуацией в стране», а «политический процесс создания в Ливии современного демократического государства» «окончательно зашел в тупик».
3 декабря СМИ распространили сообщения о том, что Омар аль-Хаси ушёл в отставку. Однако, в тот же день, пресс-секретарь его администрации Джамал Зубия опроверг эту информацию как ерунду и слухи, отметив, что правительство работает в обычном режиме.
31 марта 2015 года депутаты Всеобщего национального конгресса 74 из 85 голосов отправили аль-Хаси в отставку с должности премьер-министра. По некоторым данным такое решение было связано с конфликтом с депутатами и аудиторами, обвинившими его во лжи относительно финансового положения правительства. После этого, аль-Хаси заявил о намерении провести консультации со своими «революционными партнерами», являющимися поддерживающими его вооруженными группами, касательно того, следует ли принять отставку.
1 декабря 2016 года он объявил о создании Верховного совета революции, который стал параллельным исполнительным органом.